# Romerska senaten
Romerska senaten (från latin senatus, 'de äldres råd', av senex, 'gammal') var en av de centrala statsorganen i antikens Rom. 

## Bakgrund
Senaten bestod ursprungligen av huvudmännen, patres, för de patriciska familjerna, vilka sägs ha insatts av Romulus och Remus, för att utgöra ett hundramannaråd (latin centumviri) åt kungen i viktiga angelägenheter. Om senaten under Roms kungatid vet man mycket litet. Vid romerska republikens införande år 509 f.Kr. bestod den av 300 medlemmar (senatorer), bland vilka man skilde på senatorer av de ursprungliga patriciska släkterna (patres maiorum gentium) och senatorer av de plebejiska släkter (patres minorum gentium), som efteråt införlivats med den romerska staten; dock nämns de senare först år 401 f.Kr.
Den republikanska senaten var formellt endast rådgivande, men dess beslut kunde sällan ifrågasättas, särskilt i utrikespolitiken. Senatorer kunde få avgörande inflytande över statsangelägenheter eftersom de ofta satt på livstid, till skillnad från exempelvis de högsta ämbetsmännen konsulerna, som styrde på ettårsperioder. I den tidiga republiken valdes senatorerna av konsulerna, men efter omkring 315 f.Kr. istället av censorerna, vilka nästan per automatik tillsatte alla före detta högre statsämbetsmän. Under Sulla gjordes val till quaesturen att man automatiskt upptogs i senaten; han höjde dessutom senatorernas antal till 600.
Julius Caesar fråntog senaten det mesta av dess verkliga makt och höjde även antalet medlemmar ännu en gång till 900, men de återställdes till 600 av Augustus. Augustus valde även att (till namnet) dela makten mellan senaten och sig själv, och dess makt ökade igen då den romerska folkförsamlingen försvann och senatsbesluten därmed erkändes som lag under efterträdaren Tiberius. Under denna tid blev senatorerna ett särskilt stånd (ordo senatorius) med krav på en förmögenhet om minst en miljon sestertier. Dock minskade senatens makt successivt under kejsartiden, dels genom kejsarnas ökade makt och dels genom det romerska riddarståndets nya civila och militära karriärmöjligheter.
Under 300-talet försjönk senaten till att bli staden Roms lokala styrelse. I denna ställning levde den vidare även efter romarrikets fall och under de germanska kungar som härskade efteråt; den omnämns sista gången 580 e.Kr. Den parallella senaten som kejsar Konstantin skapade i Konstantinopel fortlevde ända till stadens fall 1453.

## Bilder
| - Curia Iulia på Forum Romanum. - Cicero fördömer Catilina. Fresk av Cesare Maccari. |